# Melanitis pompeja
Melanitis pompeja är en fjärilsart som beskrevs av Hans Fruhstorfer 1911. Melanitis pompeja ingår i släktet Melanitis och familjen praktfjärilar. Inga underarter finns listade i Catalogue of Life.